# Carl Elding
Carl Oscar Elding, född 1 december 1893 i Karlskrona, död 1955 i Stockholm, var en svensk konstnär. 
Han var son till lagerchefen Peter Elof Karlsson och hans hustru Elina Maria samt från 1925 gift med Hildur Aina Ivana Jansson. Elding studerade vid Konsthögskolan i Stockholm och vid Fria tecknarförbundets skola i Köpenhamn samt i Oslo. Separat ställde han ut på Josefssons konsthall i Stockholm 1936 och på De Unga 1947 samt i Lilla Galleriet 1949. Han medverkade i Sveriges allmänna konstföreningars utställningar under en 25-årsperiod. Hans konst består huvudsakligen av stockholmsmotiv de flesta med kajer, båtar och vatten. Elding är representerad vid Waldemarsudde.